# Редонда (віртуальна держава)
Редонда — вигадана держава, проголошена 2 червня 1865 року ірландським купцем Метью Дауді Шилем на території острова Редонда в Карибському морі (Малі Антильські острови), у формі конституційної монархії. Редонда має свої прапор і герб.
Першим королем оголосив себе 21 липня 1865 року британський підданий, ірландець з острова Монтсеррат Метью Дауді Шиль, який відзначав на острові день народження сина. Британська імперія офіційно анексувала острів Редонду в 1872 (за іншим даними в 1869) році. Незважаючи на це, в 1880 році Метью Дауді Шиль нібито «коронував» сина Метью Фіпса Шиля, доручивши йому «кермо правління». Письменник Метью Фіпс Шиль вигадав цілу легенду, пов'язану з «королівством», щоб привернути увагу до перевидання своїх творів у 1929 році. Літературний агент письменника Джон Госворт сприйняв цю історію всерйоз. Перед смертю Шиль проголосив Госворта своїм «спадкоємцем», і той почав з ентузіазмом грати цю роль, прийнявши «тронне ім'я» Хуан I.
Спірність актів коронації призвела до того, що на сьогоднішній день існує дев'ять альтернативних правителів королівства. Найвідомішим є іспанський письменник Хав'єр Маріас, який описав історію королівства Редонда у творі «Чорна спина часу» (ісп. Negra espalda del tiempo). Один з офіційних сайтів королівства заявляє, що чинним монархом є король Лео.
Увагу до королівства Редонда в ЗМІ було привернуто скандалом у 2007 році, коли господар «Wellington Arm Pub» в Саутгемптоні у відповідь на заборону куріння в ресторанах заявив, що його бар є консульством Редонди і, в силу дипломатичного статусу, не підпорядковується британським законам.